# Cryptocarya moschata
Cryptocarya moschata ist ein Baum in der Familie der Lorbeergewächse aus dem nordöstlichen Argentinien und dem südlicheren Brasilien.

## Beschreibung
Cryptocarya moschata wächst als immergrüner Baum bis zu 35 Meter hoch. Der Stammdurchmesser erreicht über 1 Meter. Die braune bis gräuliche Borke ist im Alter schuppig.
Die einfachen, kurz gestielten Laubblätter sind wechselständig. Sie sind eiförmig bis -lanzettlich oder lanzettlich bis elliptisch, spitz bis zugespitzt oder bespitzt und ganzrandig. Die Blätter sind bis 16 Zentimeter lang und der kahl Blattstiel ist bis 1,7 Zentimeter lang. Die papierige bis ledrige, fast kahle Spreite ist oberseits dunkelgrün und unterseits hellgrün und papillös. Die Nebenblätter fehlen. Die jungen Blätter sind rot.
Es werden achselständige und vielblütige, kürzere, rispige, mehr oder weniger gelblich bis rostig behaarte Blütenstände gebildet. Die sehr kleinen, gelblichen bis cremefarbenen und kurz gestielten, dreizähligen Blüten sind zwittrig. Die aufrechten und etwas behaarten, bis 2,5 Millimeter langen Tepalen stehen in zwei ähnlichen Kreisen. Es sind 9 kurze Staubblätter in drei Kreisen, die inneren 3 mit Drüsen an der Basis, und innen 3 auffällige Staminodien vorhanden. Der kahle und einkammerige Fruchtknoten ist mittelständig mit relativ kurzem Griffel und kleiner kopfiger Narbe.
Die frischen, etwa rundlichen bis eiförmigen und einsamigen, grünlichen oder gelb-bräunlichen bis -grünlichen, etwa 2–3,5 Zentimeter großen, glatten Früchte (Scheinfrucht) sind vom fleischigen Blütenbecher (Fruchtfleisch) komplett eingehüllt (Anthocarp). Die Diasporen (Perikarp, Nuss), ohne umgebendes Fruchtfleisch, sind etwas kleiner, bespitzt, holzig und mehr oder weniger rippig, mit einem kurzen Hals.

## Verwendung
Die Früchte bzw. die Diasporen (Nüsse), Amerikanische oder Brasilianische Muskatnüsse, werden wie Muskatnüsse verwendet, allerdings sind sie von etwas schlechterer Qualität. Der fleischige Blütenbecher, das umgebende Fruchtfleisch ist nicht essbar. Ähnlich sind die „Nüsse“ die von Cryptocarya mandioccana.